# Casa Bottagisi
Casa Bottagisi si trova a Redivo frazione del comune di Averara.

## Storia
La storia del fabbricato è antica, in alcuni testi è indicata come immobile destinato a dogana ma non vi è documentazione a conferma di questo, forse è stata solo una didascalia indicata in una immagine che poi ha portato a questa identificazione d'uso che non ha un serio fondamento, come è di difficile conferma l'indicazione che il primo proprietario e quindi costruttore fosse un ricco mercante, questo non toglie l'interessante conformazione del fabbricato.
Nello studio dell'antica via Priula o meglio ancora dalla via Mercatorum, perché probabilmente la via Priula seguiva un percorso differente ma che erano le più importanti vie di collegamento tra la Repubblica di Venezia e i Grigioni, portando entrambe fino al passo di San Marco, non è possibile non trovare attenzione a questo fabbricato il cui primo studioso è stato Luigi Angelini. Nel suo studio, oltre a fornire indicazione circa la strada porticata di Averara, porta la sua attenzione al questo fabbricato indicato sulla via San Marco e destinato a dogana veneta. Lo storico e ingegnere conosceva molto bene i fabbricati della bergamasca e indicava questo che lo inserì anche nella parte del suo libro destinata alle casa di montagna avvicinando questo alle costruzioni delle località dell'alta Val Seriana. Angelini nel suo studio, non inserisce questo fabbricato nell'elenco delle dogate veneziane, indica solo che vi era una dogana lungo l'antica via della Valmoresca.
Il fabbricato ha quindi una storia molto antica, risalirebbe al XV secolo La località di Redivo conserva testimonianze di una storia antica, già del XIII secolo era l'antico oratorio di San Pantaleone con il campanile romanico. Vi era sul territorio un fabbricato di piccole dimensioni e forse per necessità di spazio fu ampliato nel Cinquecento, periodo sicuramente molto ricco per il territorio, grazie ai traffici commerciali che univano la val Brembana con il nord Europa.
La struttura fu divisa in due proprietà distinte, e queste hanno dato luogo a modifiche non uguali, vi sono parti riferibili all'Ottocento in tile neogotico. Vi è rimasta una parte con decori a disegno geometrico.

## Architettura
L'architettura del fabbricato è particolarmente interessante e coglie subito l'attenzione dell'osservatore nella sua particolarità, con la parte frontale rivolta a sud composta da quattro piani fuori terra, con scale speculari, quasi un tripudio, che danno una singolare simmetria all'immobile, una serie di scale che uniscono i due corpi di fabbrica, con una precisa simmetria. Ill primo piano, quello sicuramente più antico, segue la caratteristica delle tipiche case doppie con locali che erano chiusi destinati ad abitazione, o magazzino. Mutevoli sono invece i piani superiori che presentano aperture differenti, sicuramente opera di varianti realizzate nei secoli successivi alla sua edificazione, che erano destinati alla essiccazione dei foraggi che dovevano essere esposti nei loggiati.
La costruzione del nuovo edificio aveva sicuramente inglobato uno preesistente. La costruzione che era partita sul lato sinistro con l'apertura a tutto sesto era poi proseguito nel lato opposto in forma simmetrica. L'interno presenta una doppia apertura a tutto sesto per lato . La parte più antica presenta i due archi in conci squadrati con pilastri alleggeriti da un oculo per lato leggermente strombato. I due archi centrali sono per misura maggiore rispetto a quelli interni.
L'immobile presenta alcune differenze che sono sicuramente varianti create successivamente alla sua formazione.